# Distrikt (Bhutan)
Die Verwaltungsgliederung Bhutans umfasst 20 Distrikte (Dzongkhag, Dzongkha: རྫོང་ཁག, Wylie: rdzong khag). In sieben der 20 Distrikte gibt es Subdistrikte (Dungkhag), zwischen einem und drei pro Distrikt.
Die weitere Unterteilung erfolgt in Blocks (Dzongkha: Gewog), wobei nicht alle Gewogs eines Distrikts zu einem Subdistrikt gehören, und teilweise weiter in Chiwogs, zu denen Dörfer in den Distrikten zusammengeschlossen sind.
Das Königreich Bhutan wurde auf der obersten Ebene ursprünglich in vier Zonen (Dzongkha: Dzongdey) gegliedert. Diese Gliederung wird offiziell nicht mehr verwendet. Die Zonen waren Eastern, Southern, Central und Western.
Insgesamt gibt oder gab es also sechs Verwaltungsebenen:
- 4 Zonen (Dzongdey, historisch)
- 20 Distrikte (Dzongkhag)
- 31 Subdistrikte (Dungkhag, teilweise)
- 201 Blocks (Gewog) und 61 Städte
- 1044 Chiwogs
- Dörfer

## Übersicht der Distrikte
| No. | Dzongkhag (Distrikt) | Hauptstadt       | Fläche km² | Bevölkerung 2005 | Dichte | Zone     | Dungkhag (Sub- Distrikte) | Gewog | Städte |
| --- | -------------------- | ---------------- | ---------- | ---------------- | ------ | -------- | ------------------------- | ----- | ------ |
| 1.  | Bumthang             | Jakar            | 2490       | 16116            | 6,5    | Southern | -                         | 4     | 5      |
| 2.  | Chukha               | Chukha           | 1991       | 74387            | 37,4   | Western  | 1                         | 11    | 6      |
| 3.  | Dagana               | Daga             | 1276       | 18222            | 14,3   | Central  | -                         | 11    | 4      |
| 4.  | Gasa                 | Gasa             | 4089       | 3116             | 0,8    | Central  | -                         | 4     | 1      |
| 5.  | Haa                  | Haa              | 1319       | 11648            | 8,8    | Western  | -                         | 5     | 1      |
| 6.  | Lhuntse              | Lhuntse          | 2881       | 15395            | 5,3    | Eastern  | -                         | 8     | 2      |
| 7.  | Mongar               | Mongar           | 1638       | 37069            | 22,6   | Eastern  | -                         | 16    | 4      |
| 8.  | Paro                 | Paro             | 1693       | 36433            | 21,5   | Western  | -                         | 10    | 2      |
| 9.  | Pemagatshel          | Pemagatshel      | 593        | 13864            | 23,4   | Eastern  | -                         | 7     | 7      |
| 10. | Punakha              | Punakha          | 845        | 17715            | 21,0   | Central  | -                         | 9     | 1      |
| 11. | Samdrup Jongkhar     | Samdrup Jongkhar | 2207       | 39961            | 18,1   | Eastern  | 3                         | 11    | 5      |
| 12. | Samtse               | Samtse           | 1725       | 60100            | 34,8   | Western  | 2                         | 16    | 3      |
| 13. | Sarpang              | Geylegphug       | 2048       | 41549            | 20,3   | Southern | 2                         | 15    | 3      |
| 14. | Thimphu              | Thimphu          | 1617       | 98676            | 61,0   | Western  | 1                         | 10    | 1      |
| 15. | Trashigang           | Trashigang       | 2171       | 51134            | 23,6   | Eastern  | 3                         | 16    | 6      |
| 16. | Trashiyangtse        | Trashiyangtse    | 1459       | 17740            | 12,2   | Eastern  | -                         | 8     | 2      |
| 17. | Trongsa              | Trongsa          | 1815       | 13419            | 7,4    | Southern | -                         | 5     | 1      |
| 18. | Tsirang              | Damphu           | 632        | 18667            | 29,5   | Central  | -                         | 12    | 1      |
| 19. | Wangdue Phodrang     | Wangdi Phodrang  | 4181       | 31135            | 7,4    | Central  | -                         | 15    | 3      |
| 20. | Zhemgang             | Zhemgang         | 2146       | 18636            | 8,7    | Southern | 1                         | 8     | 3      |
|     | Bhutan               | Thimphu          | 38816      | 634982           | 16,4   |          | 13                        | 201   | 61     |

[1] Nur sieben Distrikte haben Sub-Distrikte (dungkhag), und in nur einem (Sarpang) bilden die Sub-Distrikte eine flächendeckende Untergliederung.
Am 26. April 2007 wurde der Lhamozingkha Dungkhag (Sub-Distrikt) formell vom Sarpang Dzongkhag zum Dagana Dzongkhag übergeben. Dies betraf drei Gewog (Lhamozingkha, Deorali und Nichula (Zinchula) und die Stadt Lhamozingkha), die den westlichsten Teil des Sarpang Dzongkhag bildeten und jetzt den südlichsten Teil des Dagana Dzongkhag bilden. Diese Änderung ist in der vorstehenden Tabelle noch nicht berücksichtigt.

## Statistische Angaben zu den Zonen
| Dzongdey (Zone) | Hauptstadt | Fläche km² | Bevölkerung 2005 | Dichte | Dzongkhag (Distrikte) |
| --------------- | ---------- | ---------- | ---------------- | ------ | --------------------- |
| Central         | Damphu     | 11023      | 88855            | 8,1    | 5                     |
| Eastern         | Mongar     | 10949      | 175163           | 16,0   | 6                     |
| Southern        | Geylegphug | 8499       | 89720            | 10,6   | 4                     |
| Western         | Thimphu    | 8345       | 281244           | 33,7   | 5                     |
| Bhutan          | Thimphu    | 38816      | 634982           | 16,4   | 20                    |